# 愛知電気鉄道電3形電車
愛知電気鉄道電3形電車（あいちでんきてつどうでん3がたでんしゃ）は、愛知電気鉄道（愛電）が1921年（大正10年）に導入した電車（制御電動車）である。
前後妻面を丸妻5枚窓構造とした木造車体を備え、従来導入した4輪単車構造の電1形・電2形・附1形とは異なり、愛電の保有車両として初めて2軸ボギー台車を装着するボギー構造を採用した。また、間接制御装置の採用によって総括制御を可能とした点を特徴とする。
翌1922年（大正11年）には、電3形を設計の基本としつつ車体長を13 m級から15 m級に延長し、さらに車内に荷物室を備える客貨合造構造とした電4形（でん4がた）が増備された。その他、制御装置の仕様が直接制御に改められ、総括制御が不可能となった点が電3形とは異なる。
後年、電3形はデハ1020形と、電4形はデハ1030形とそれぞれ形式・記号番号を改め、さらにデハ1020形のうち4両が愛電傍系の碧海電気鉄道へ譲渡され、同社デハ100形となった。また、愛電と名岐鉄道との合併による現・名古屋鉄道（名鉄）の発足と、碧海電気鉄道の名鉄への吸収合併に伴って全車名鉄籍へ編入され、各種改造を経て最終的にモ1000形・モ1020形・モ1030形の3形式に再編された。これら3形式は終始架線電圧600 V仕様の各路線区にて運用され、1964年（昭和39年）まで在籍した。
以下、本項では電3形および電4形として導入された計8両の車両群について記述する。

## 導入経緯
愛電は同社常滑線の複線化工事進捗に伴う輸送力増強を目的として、1921年（大正10年）5月に電3形6両を導入した。
電3形の記号番号はデハ21 - デハ24・デハ26・デハ27と、附1形サハ20からの続番が付与され、「デハ25」は当初から欠番とされている。これは1919年（大正8年）10月に発生した正面衝突事故の当該車両2両（電1形デハ5・電2形デハ15）がいずれも車番末尾「5」の車両であったことから、以降愛電において車番末尾「5」は忌み数とされたことによるものである。
翌1922年（大正11年）3月には、同じく輸送力増強を目的として電4形2両が増備された。電4形は車体長が15 m級に延長され、車内を客貨合造構造に設計変更した点などが電3形とは異なる。電4形の記号番号はデハニ1030・デハニ1031と1000番台の車番が付与され、十位を30番台とした新規番台に区分されている。
なお、電3形・電4形とも全車日本車輌製造本店にて新製された。

## 車体
全長13,585 mm・全幅2,642 mmの、木造二重屋根（ダブルルーフ）車体を備える。電4形は全長が15,126 mmに延長されているが、全幅などその他の車体設計は電3形を踏襲する。
前後妻面は前後方向に大きな半円を描く丸妻形状とし、各妻面に計5枚の前面窓を配置する。この妻面形状は当時の電車設計における流行を取り入れたもので、愛電電3形・電4形同様に後年名鉄へ継承された同時代製造の車両では、美濃電気軌道が導入したBD505形、各務原鉄道が導入したK1-BE形、岡崎電気軌道が導入した200形などが、電3形・電4形と同じく前面5枚窓構造の車体を備える。
運転台を前後妻面に設けた両運転台構造を採用、前照灯は落成当初前後妻面の腰板中央部へ設置されたが、後年屋根上中央部へ移設されている。
側面には片開客用扉を片側3箇所設け、各客用扉間に5枚の側窓を設置する。5枚の側窓は太い窓間柱によって2枚・3枚の形に区切られ、側面窓配置は D 3 2 D 2 3 D（D：客用扉、各数値は側窓の枚数）である。電4形は車体長が延長されたことから各客用扉間の側窓が1枚増加し、側面窓配置は D 3 3 D 3 3 D と異なる。
屋根部の設計は前述の通り二重屋根構造のモニター屋根となっており、モニター屋根の両脇には水雷形通風器を片側2個、1両あたり計4個設置する。両端の車端部にはトロリーポールを搭載する。
車内座席はロングシート仕様で、各客用扉間に定員36人分の座席が設置されている。また、電4形は中央扉付近の車内空間を荷物室とした客貨合造構造を採用する。前後車端部の乗務員空間と客室空間は、運転台の直後、車端部に向かって中央部にのみ設けられた仕切り壁によって区分されている。

## 主要機器

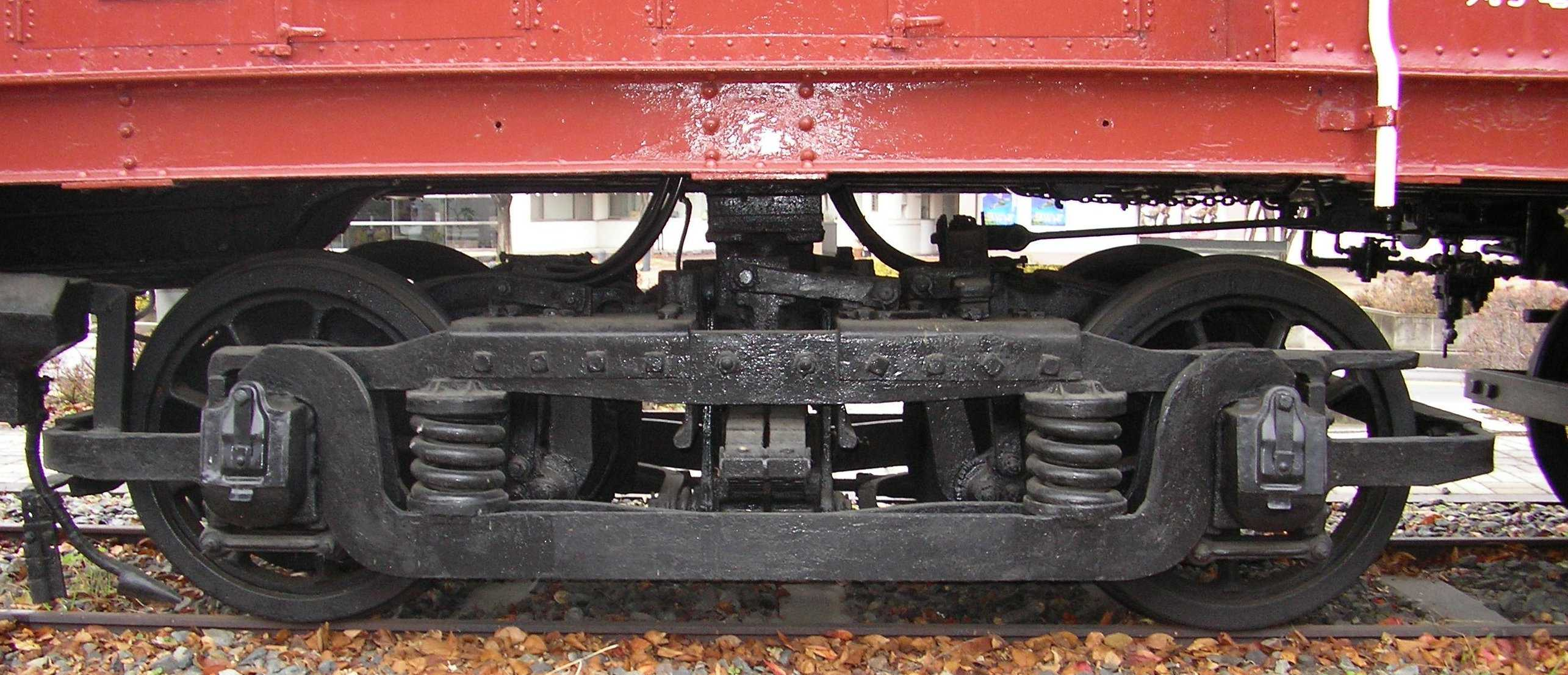
（参考）ブリル27-MCB-2台車。画像は他社在籍車両が装着するもの。

電3形・電4形の電装品は米国ウェスティングハウス・エレクトリック (WH) 製の輸入品が多く採用されている。これは後継の各形式にも踏襲され、愛電の保有する鉄道車両においてウェスティングハウス・エレクトリック製の主要機器が標準仕様となる端緒となった。
電3形の制御装置は、愛電初となる総括制御対応の間接制御方式を採用、HL-264T-19電空単位スイッチ式間接非自動制御装置を床下へ搭載する。一方、電4形の制御装置は電1形などと同じく直接制御方式に変更され、直接制御器（ドラムコントローラー）を各運転台へ設置する。なお、電4形は名鉄継承後にHL-480-B1電空単位スイッチ式間接非自動制御装置を搭載、電3形と同じく間接制御車（HL車）となった。
主電動機はWH-546-J直流直巻電動機（端子電圧600 V時定格出力65 PS≒48.49 kW）を採用、歯車比3.14 (66:21) にて1両あたり4基、各軸に搭載する。
台車はブリル (J.G.Brill) 製の鍛造鋼組立型釣り合い梁式台車を採用、電3形が27-MCB-1を、電4形が耐荷重を向上させた27-MCB-2をそれぞれ装着する。車輪径は864 mm、固定軸間距離は2,134 mmである。
制動装置は、総括運転を前提に導入された間接制御車の電3形がウェスティングハウス・エア・ブレーキ (WABCO) 製のSME非常直通ブレーキであるのに対して、単行運転を前提に導入された直接制御車の電4形は米国ゼネラル・エレクトリック (GE) 製の直通ブレーキと仕様が異なる。ただし、電4形についても前述した間接制御化に際して制動装置をSME非常直通ブレーキ仕様に改造、仕様が統一されている。
集電装置は当初トロリーポールを採用、前後の車端部へ各1基搭載したが、後年全車とも菱形パンタグラフに換装され、一端の車端部へ1両あたり1基搭載する形態に改められている。
連結器は当初、国有鉄道との貨物連絡運輸を念頭に、貨車牽引の目的で螺旋連結器仕様で落成、その後1925年（大正14年）に並形自動連結器へ交換されている。

## 運用

### 導入当初

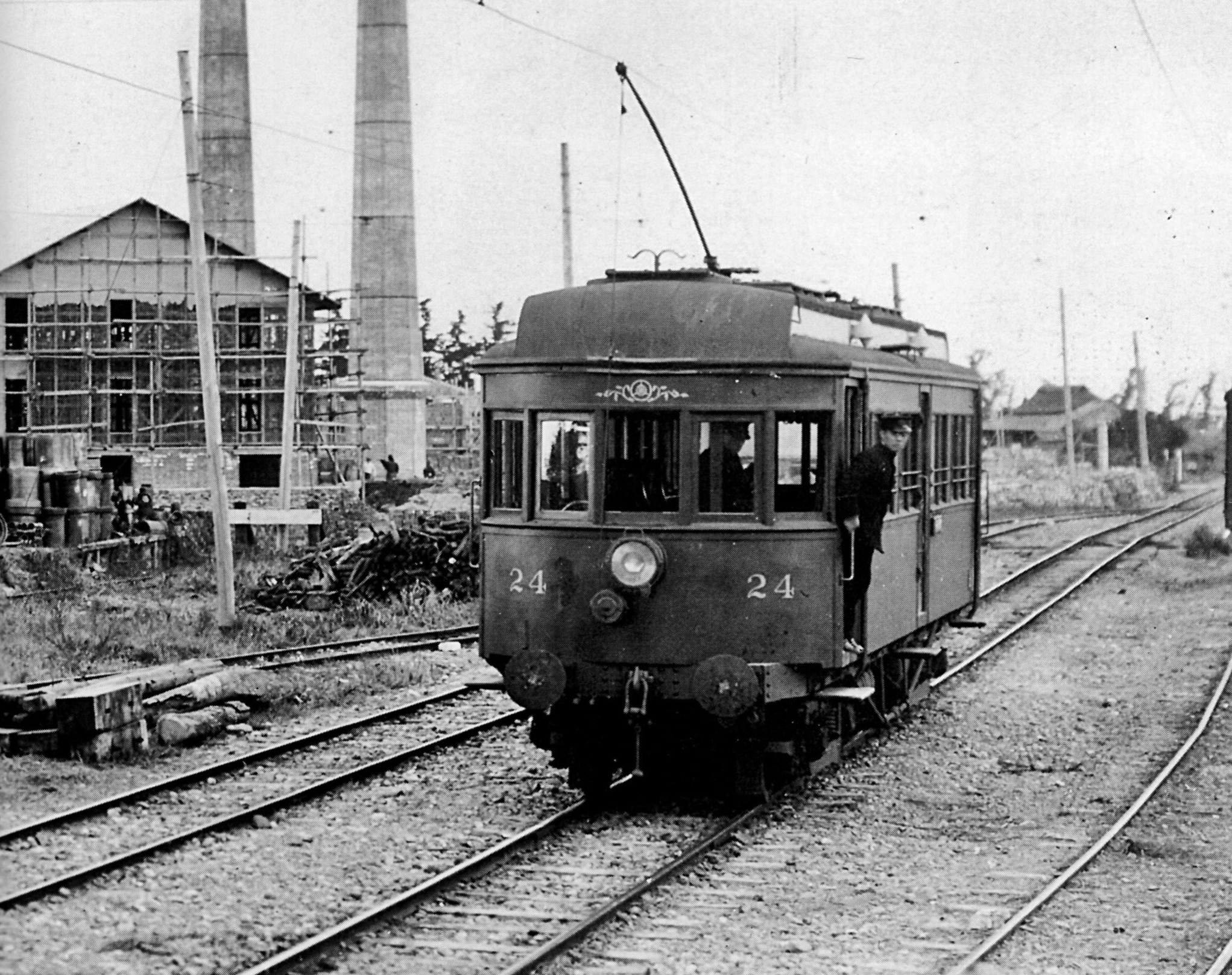
常滑線を走行するデハ24

導入後、電3形は電4形と同じく車番を1000番台に改め、同時に車番をゼロ起番とする改番を1922年（大正11年）9月30日届出にて実施、記号番号は旧番順にデハ1020 - デハ1024・デハ1026と再編された。この改番は、2軸ボギー車の車番を1000番台以降に集約する目的があったものと指摘される。
電3形・電4形は当初、幹線路線区にて運用されたが、1925年（大正14年）から1929年（昭和4年）にかけて岡崎線（後の豊橋線、現・名鉄名古屋本線の一部）および常滑線の架線電圧が直流600 Vから同1,500 Vに昇圧されたため、以降直流600 V電化路線区の西尾線（現・名鉄西尾線の一部）に集中配置された。
この間、1927年（昭和2年）11月18日届出にて施行された形式称号変更において、電3形はデハ1020形、電4形はデハニ1030形と、それぞれ初号車の記号番号をそのまま形式称号とするよう改めた。これは愛電が保有する全形式を対象として実施されたもので、両形式を含め「電○形」「附○形」の形式称号が廃止された。
また、デハ1020形は落成以来装着したブリル27MCB-1台車が耐荷重に余裕がなかったことから、1927年（昭和2年）12月13日付認可でブリル27MCB-2台車を装着する制御車附2形のうちサハ2001 - サハ2004・サハ2006・サハ2007との間で台車交換が実施された。転用したブリル27MCB-2台車は付随台車であり、デハ1020形への装着に際しては主電動機搭載のための改造を施工した。
1928年（昭和3年）9月1日付でデハ1020形1022 - 1024・1026の4両は碧海電気鉄道へ譲渡され、同社デハ100形101 - 104となった。これは愛電西尾線と碧海電気鉄道線（現・名鉄西尾線の一部）の直通運転開始に際して、碧海電気鉄道線の架線電圧を従来の直流1,500 Vから西尾線と共通の直流600 Vに降圧したことによって運用車両の入れ替えを行う必要が生じたため、愛電と碧海電気鉄道との間で直流600 V仕様のデハ1020形と同1,500 V仕様の碧電電1形3両の交換移籍が行われたものである。なお、簿価の都合上等価交換とはならず、差額を碧海電気鉄道側が負担する形で両形式の交換移籍が行われた。
愛電に残存したデハ1020・デハ1021については逓信省名古屋逓信局より西尾線における郵便輸送の要請を受け、1929年（昭和4年）2月25日付認可で車内に郵便室を新設して郵便合造車へ改造された。改造後の同2両はデハユ1020形1020・1021と記号を改めた。

### 名鉄籍への編入

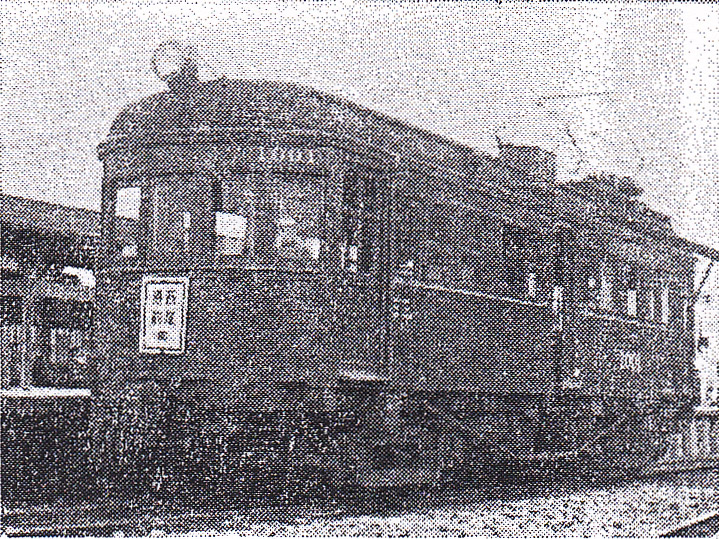
名鉄モ1000形1001
（電3形デハ1022→碧電デハ100形101）

1935年（昭和10年）8月に愛電と名岐鉄道の合併によって現・名古屋鉄道（名鉄）が発足、電3形・電4形は全車とも名鉄へ継承された。なお、デハニ1030形1030は1933年（昭和8年）に碧海電気鉄道線北安城 - 南安城間の東海道本線との交差部分に存在する跨線橋付近にて転落事故を起こし、車体を大破焼失し廃車となっていたため、この時点で名鉄へ継承された車両はデハユ1020形1020・1021およびデハニ1030形1031の3両であった。
名鉄籍への編入後は1941年（昭和16年）の形式称号改訂によりデハユ1020形がモユ1020形1021・1022、デハニ1030形がモニ1030形1031とそれぞれ形式称号・記号番号を改め、デハユ1020はモユ1022と記号番号を改めて車番のゼロ起番を廃止した。その後、両形式とも車内の郵便室・荷物室を撤去して全室客室化し、モ1020形・モ1030形と形式・車番はそのままに記号のみを改めた。
一方、碧海電気鉄道へ譲渡された元デハ1020形のデハ100形101 - 104は、1941年（昭和16年）1月17日届出にて車両記号を愛電の流儀に則った「デハ」から名鉄の流儀に則った「モ」へ変更する改番が実施された。形式称号はモ1000形と改められ、旧番順にモ1001 - モ1004の記号番号が付与された。その後1944年（昭和19年）3月に実施された碧海電気鉄道の名鉄への吸収合併に際して形式・車番はそのままに名鉄籍へ編入された。
上記経緯によって、元電3形・電4形に属する車両は前述したデハニ1030形1030を除く計7両が名鉄へ継承され、西尾線にて引き続き運用された。

### 戦後の動向
戦後の1947年（昭和22年）に、旧三河鉄道由来の非電化路線である蒲郡線が、西尾線と同じく直流600 V規格にて電化された。運用車両は西尾線と共通とされたため、モ1000形・モ1020形・モ1030形の運用範囲は西尾線および蒲郡線の両路線に拡大した。また、西尾線・蒲郡線運用当時の1949年（昭和24年）から翌1950年（昭和25年）にかけて、モ1000形・モ1020形・モ1030形全車を対象に、経年劣化が進行した車体木部の改修が順次施工された。
西尾線・蒲郡線は、1959年（昭和34年）に蒲郡線が、翌1960年（昭和35年）に西尾線が、それぞれ架線電圧を1,500 Vに昇圧された。それに伴って、同600 V仕様のモ1000形・モ1020形・モ1030形は、当時架線電圧600 V仕様で存置されていた犬山地区の支線区（各務原線・小牧線・広見線）へ転用された。
しかし、同時期には全車とも経年による老朽化が進行し、特に木造車体については落成後40年余を経過して「締替が不可能なほど老化」と指摘される状態となった。その後、1964年（昭和39年）1月にモ1020形1022が、同年10月に残る全車（モ1000形1001 - 1004・モ1020形1021・モ1030形1031）が廃車となり、愛知電気鉄道電3形および電4形として導入された車両群は全廃となった。